# یواس‌اس جنسی (ای‌تی-۵۵)
یواس‌اس جنسی (ای‌تی-۵۵) (به انگلیسی: USS Genesee (AT-55)) یک کشتی بود که طول آن ۱۷۰ فوت (۵۲ متر) بود. این کشتی در سال ۱۹۰۵ ساخته شد.